# Else-Plattform
Die Else-Plattform ist ein erhöhtes und abgeflachtes Felsmassiv im ostantarktischen Mac-Robertson-Land. Die Hochebene liegt am nördlichen Ende der Jetty-Halbinsel.
Sie war Standort einer vom australischen Geodäten Maxwell Neil Rubeli (* 1943) besetzten Vermessungsstation während der 1969 durchgeführten Kampagne im Rahmen der Australian National Antarctic Research Expeditions zur Erkundung der Prince Charles Mountains. Namensgeber ist Harvey Else, Hubschrauberpilot bei dieser Forschungsreise.